# Metschnikowia orientalis
Metschnikowia orientalis är en svampart som beskrevs av Lachance & J.M. Bowles 2006. Metschnikowia orientalis ingår i släktet Metschnikowia och familjen Metschnikowiaceae.   Inga underarter finns listade i Catalogue of Life.